# Первый принц крови
Первый принц крови (фр. Premier prince du sang) — старший среди всех принцев крови. Официальный титул французской короны в период Старого Режима во Франции и Реставрации Бурбонов.

## Первые принцы крови
- 1395—1465 : Карл Орлеанский, герцог Орлеанский (поэт);
- 1465—1498 : Людовик Орлеанский, герцог Орлеанский (будущий король Франции Людовик XII);
  - титул «Второй человек в королевстве» при Карле VIII;
- 1498—1515 : Франциск Орлеанский, герцог де Валуа (будущий король Франции Франциск I);
  - титул «Второй человек в королевстве» при Людовике XII;
- 1515—1525 : Карл де Валуа, герцог Алансонский;
  - титул «Второй человек в королевстве» при Франциске I;
- 1525—1527 : Карл де Бурбон, герцог де Бурбон (Коннетабль де Бурбон);
  - не получил титула и отстранён от наследования за мятеж и оскорбление величества (Франциска I);
- 1527—1537 : Карл де Бурбон, герцог де Вандом;
- 1537—1562 : Антуан I, король Наварры;
- 1562—1589 : Генрих III, король Наварры (будущий король Франции Генрих IV);
- 1589—1590 : Карл де Бурбон, архиепископ Руанский;
  - он не получил титула, потому что находился в тюрьме с 1588 года за участие в заговоре с Лигой;
- 1590—1646 : Генрих де Бурбон, принц Конде;
  - титул «первый принц крови» при Генрихе IV в 1595 году;
- 1646—1686 : Людовик де Бурбон, принц Конде («Великий Конде»);
- 1686—1709 : Анри-Жюль де Бурбон, принц Конде;
  - он должен был потерять титул 4 августа 1703 года в пользу герцога Шартрского (первого правнука Людовика XIII, который не являлся Сыном Франции), но Людовик XIV даровал ему титул до самой своей смерти;
- 1709—1752 : Людовик Орлеанский, герцог Шартрский и герцог Орлеанский;
  - ему пришлось ждать смерти Анри-Жюля де Бурбона, чтобы получить титул;
- 1752—1785 : Луи-Филипп I Орлеанский, герцог Орлеанский;
- 1785—1792 : Луи-Филипп II Орлеанский, герцог Орлеанский («Филипп Эгалите»);
- 1814/1815—1830 : Луи-Филипп III (будущий король французов Луи-Филипп I).